# Студзинський Олександр Генадійович
Олександр Геннадійович Студзинський (нар. 21 червня 1976, Горлівка, Донецька область, УРСР) — російський футболіст українського походження, півзахисник та нападник.

## Життєпис
Футболом займався з раннього дитинства, спочатку на батьківщині, в ДЮСШ міста Горлівки і в спортінтернаті Донецька, а потім у ставропольському спортінтернаті. Професіональну кар'єру розпочав 1993 року в клубі «Нарт» з міста Черкеська, зіграв у тому сезоні 2 матчі.
У 1994 році перейшов у ставропольське «Динамо», у складі якого виступав до 1998 року, зігравши за цей час 103 матчі, в яких відзначився 6 м'ячами, в лізі і 9 поєдинків, в яких забив 2 м'ячі, у кубку Росії. Окрім цього, з 1994 по 1997 рік виступав за фарм-клуб - «Динамо-д», який грав у 1-ій зоні третьої ліги ПФЛ, провів 67 матчів та відзначився 13-ма голами.
У 1999 році перейшов до московського «Торпедо-ЗІЛ», за який, з перервою, виступав до 2001 року, провів за цей час 35 матчів, в яких відзначився 4-ма голами, за основний склад, і 1 матч за дубль. Другу половину сезону 2000 року провів у смоленському «Кристалі», за який зіграв 16 матчів та відзначився 10-ма голами. Влітку 2001 року перейшов у клуб «Волгар-Газпром» з Астрахані, де й дограв сезон, провів 16 матчів та відзначився 1 голом.
З 2002 по 2003 рік виступав у складі «Томі», зіграв 65 матчів у лізі, в яких забив 17 м'ячів у ворота суперників, декілька матчів у Кубку, в яких забив 1 м'яч, двічі ставав, разом з командою, бронзовим призером першості в першому дивізіоні Росії, неодноразово виводив команду на поле з капітанською пов'язкою.
У 2004 році перейшов до «Кубані», в складі якої дебютував 10 квітня в матчі проти ЦСКА, однак, закріпитися в складі не зміг. Всього зіграв за «Кубань» 3 матчі у вищому дивізіоні, 3 матчі в Кубку і 14 матчів за дублюючий склад, в яких забив 4 м'ячі. У серпні відданий в оренду стерлітамакському «Содовику», в якому й дограв сезон, зіграв 27 матчів, в яких забив 2 м'ячі, в лізі й 1 матч у Кубку.
У 2006 році перейшов у воронезький «Факел», за який, проте, зіграв лише половину сезону, провів 15 матчів у лізі та 2 матчі в Кубку, після чого, влітку, покинув клуб й перейшов у «Спартак-МЖК» з Рязані, де й дограв сезон, провівши 11 матчів.
У 2007 році повернувся в рідне ставропольське «Динамо», проте, зіграв за нього всього 8 матчів у лізі та 2 у Кубку, після чого, 9 липня, його відзаявили. З липня 2007 року — в складі молдовського «Ністру», де провів 10 матчів, відзначився 2-ма голами.
Сезон 2008 року провів у складі клубу «Жемчужина-Сочі», зіграв 24 матчі. На початку 2009 року перейшов у клуб «Ставропілля-2009», в складі якого дебютував 5 квітня в домашньому матчі проти клубу «Абінська», а на 24-й хвилині зустрічі забив і свій перший м'яч за команду. Всього провів за «Ставропілля-2009» 6 матчів у чемпіонаті, в яких забив 2 м'ячі, та 1 матч у Кубку.
У серпні 2009 року підписав контракт з клубом «Кавказтрансгаз-2005» з Риздвяного, в заявку якого внесли 5 серпня. Дебютував за нову команду вже наступного дня, 6 серпня, а вже в наступному матчі, 12 серпня, відзначився за новий клуб своїм першим голом, який приніс команді перемогу, оскільки виявився єдиним у матчі. У сезоні 2012 році заявлений за УОР, який виступає в чемпіонаті Ставропольського краю. З 2013 по 2016 рік виступав за ставропольську «Електроавтоматику» в чемпіонаті краю. Також виступає за збірну ветеранів, в їх складі став чемпіоном Росії серед ветеранів.

## Сім'я
Одружений, дружину звати Олена, познайомився з нею в Ставрополі, подружжя виховує двох дітей: сина Олександра й доньку Маргариту.